# Stasimopus venterstadensis
Espèce
Stasimopus venterstadensis est une espèce d'araignées mygalomorphes de la famille des Stasimopidae.

## Distribution
Cette espèce est endémique  du Cap-Oriental en Afrique du Sud,. Elle se rencontre vers Venterstad (en).

## Habitat
Cette espèce se rencontre dans le désert du Karoo.

## Description
La femelle holotype mesure 18,48 mm, les femelles mesurent de 18,48 à 25,32 mm.

## Systématique et taxinomie
Cette espèce a été décrite par Brandt, Sole et Lyle en 2023.

## Étymologie
Son nom d'espèce, composé de venterstad et du suffixe latin -ensis, « qui vit dans, qui habite », lui a été donné en référence au lieu de sa découverte, Venterstad (en).

## Publication originale
- Brandt, Sole & Lyle, 2023 : « An integrative taxonomy of the genus Stasimopus Simon 1892 (Araneae: Mygalomorphae) of the Karoo with the description of nine new species and a Stasimopus maraisi Hewitt 1914 male. » Zootaxa, no 5341(1), p. 1-60.